# Équipe d'Ukraine de football au Championnat d'Europe 2020
Cet article relate le parcours de l’équipe d'Ukraine de football lors du Championnat d'Europe 2020 organisé dans 11 grandes villes d'Europe du 11 juin au 11 juillet 2021.

## Qualifications
| Rang | Équipe     | Pts | J | G | N | P | Bp | Bc | Diff |  | Résultats (▼ dom., ► ext.) |     |     |     |     |     |
| ---- | ---------- | --- | - | - | - | - | -- | -- | ---- |  | -------------------------- | --- | --- | --- | --- | --- |
| 1    | Ukraine    | 20  | 8 | 6 | 2 | 0 | 17 | 4  | +13  |  | Ukraine                    |     | 2-1 | 5-0 | 1-0 | 2-0 |
| 2    | Portugal   | 17  | 8 | 5 | 2 | 1 | 22 | 6  | +16  |  | Portugal                   | 0-0 |     | 1-1 | 3-0 | 6-0 |
| 3    | Serbie (B) | 14  | 8 | 4 | 2 | 2 | 17 | 17 | 0    |  | Serbie (B)                 | 2-2 | 2-4 |     | 3-2 | 4-1 |
| 4    | Luxembourg | 4   | 8 | 1 | 1 | 6 | 7  | 16 | -9   |  | Luxembourg                 | 1-2 | 0-2 | 1-3 |     | 2-1 |
| 5    | Lituanie   | 1   | 8 | 0 | 1 | 7 | 5  | 25 | -20  |  | Lituanie                   | 0-3 | 1-5 | 1-2 | 1-1 |     |

- Sélection directement qualifiée pour l'Euro 2020

## Phase finale

### Effectif
NB : Les âges et les sélections sont calculés au début de l'Euro 2020, le 11 juin 2021.

### Premier tour
| v · m | Équipe            | Pts | J | G | N | P | Bp | Bc | Diff |
| ----- | ----------------- | --- | - | - | - | - | -- | -- | ---- |
| 1     | Pays-Bas          | 9   | 3 | 3 | 0 | 0 | 8  | 2  | +6   |
| 2     | Autriche          | 6   | 3 | 2 | 0 | 1 | 4  | 3  | +1   |
| 3     | Ukraine           | 3   | 3 | 1 | 0 | 2 | 4  | 5  | -1   |
| 4     | Macédoine du Nord | 0   | 3 | 0 | 0 | 3 | 2  | 8  | -6   |

#### Pays-Bas - Ukraine
| Match 7            | Pays-Bas                                           | 3 - 2   | Ukraine                                                       | Johan Cruyff Arena, Amsterdam                                            |                                                                          |
| 13 juin 2021 21h00 | Wijnaldum 52e · Weghorst 58e · ( Aké) Dumfries 85e | (0 - 0) | 75e Iarmolenko (Iaremtchouk ) · 79e Iaremtchouk (Malinovsky ) | Spectateurs : 15 837 Arbitrage : Felix Brych Arbitre vidéo : Marco Fritz | Spectateurs : 15 837 Arbitrage : Felix Brych Arbitre vidéo : Marco Fritz |
| 13 juin 2021 21h00 | Rapport                                            |         |                                                               | Spectateurs : 15 837 Arbitrage : Felix Brych Arbitre vidéo : Marco Fritz | Spectateurs : 15 837 Arbitrage : Felix Brych Arbitre vidéo : Marco Fritz |

| Pays-Bas | Ukraine |

| PAYS-BAS :      |    |                      |       |
|                 |    |                      |       |
| Gardien de but  | 1  | Maarten Stekelenburg |       |
|                 | 12 | Patrick van Aanholt  | 64e   |
|                 | 17 | Daley Blind          | 64e   |
|                 | 6  | Stefan de Vrij       |       |
|                 | 25 | Jurriën Timber       | 88e   |
|                 | 22 | Denzel Dumfries      |       |
|                 | 21 | Frenkie de Jong      |       |
|                 | 8  | Georginio Wijnaldum  |       |
|                 | 15 | Marten de Roon       |       |
|                 | 10 | Memphis Depay        | 90+1e |
|                 | 19 | Wout Weghorst        | 88e   |
| Remplaçants :   |    |                      |       |
|                 | 4  | Nathan Aké           | 64e   |
|                 | 5  | Owen Wijndal         | 64e   |
|                 | 9  | Luuk de Jong         | 88e   |
|                 | 2  | Joël Veltman         | 88e   |
|                 | 18 | Donyell Malen        | 90+1e |
| Sélectionneur : |    |                      |       |
| Frank de Boer   |    |                      |       |

| UKRAINE :         |    |                     |       |     |     |
|                   |    |                     |       |     |     |
| Gardien de but    | 1  | Heorhi Bouchtchan   |       |     |     |
|                   | 16 | Vitali Mykolenko    |       |     |     |
|                   | 22 | Mykola Matvienko    |       |     |     |
|                   | 13 | Illia Zabarny       |       |     |     |
|                   | 21 | Olexandr Karavaïev  |       |     |     |
|                   | 17 | Olexandr Zintchenko |       |     |     |
|                   | 20 | Olexandr Zoubkov    |       |     | 13e |
|                   | 8  | Rouslan Malinovsky  |       |     |     |
|                   | 5  | Serhi Sydortchouk   | 90+3e |     |     |
|                   | 7  | Andri Iarmolenko    |       |     |     |
|                   | 9  | Roman Iaremtchouk   |       |     |     |
| Remplaçants :     |    |                     |       |     |     |
|                   | 11 | Marlos              |       | 13e | 64e |
|                   | 10 | Mykola Chaparenko   |       | 64e |     |
| Sélectionneur :   |    |                     |       |     |     |
| Andri Chevtchenko |    |                     |       |     |     |

| Assistants : Mark Borsch Stefan Lupp Quatrième arbitre : Bartosz Frankowski Homme du match : Denzel Dumfries |

#### Ukraine - Macédoine du Nord
| Match 16                   | Ukraine                                                     | 2 - 1   | Macédoine du Nord | Arena Națională, Bucarest                                                                         |                                                                                                   |
| 17 juin 2021 15h00 (16h00) | ( Karavaïev) Iarmolenko 29e · ( Iarmolenko) Iaremtchouk 34e | (2 - 0) | 57e Alioski       | Spectateurs : 10 001 Arbitrage : Fernando Rapallini Arbitre vidéo : Alejandro Hernández Hernández | Spectateurs : 10 001 Arbitrage : Fernando Rapallini Arbitre vidéo : Alejandro Hernández Hernández |
| 17 juin 2021 15h00 (16h00) | Rapport                                                     |         |                   | Spectateurs : 10 001 Arbitrage : Fernando Rapallini Arbitre vidéo : Alejandro Hernández Hernández | Spectateurs : 10 001 Arbitrage : Fernando Rapallini Arbitre vidéo : Alejandro Hernández Hernández |

| Ukraine | Macédoine du Nord |

| UKRAINE :         |    |                     |     |       |
|                   |    |                     |     |       |
| Gardien de but    | 1  | Heorhi Bouchtchan   |     |       |
|                   | 16 | Vitali Mykolenko    |     |       |
|                   | 22 | Mykola Matvienko    |     |       |
|                   | 13 | Illia Zabarny       |     |       |
|                   | 21 | Olexandr Karavaïev  |     |       |
|                   | 6  | Taras Stepanenko    |     |       |
|                   | 8  | Rouslan Malinovsky  |     | 90+2e |
|                   | 17 | Olexandr Zintchenko |     |       |
|                   | 10 | Mykola Chaparenko   | 43e | 78e   |
|                   | 7  | Andri Iarmolenko    |     | 70e   |
|                   | 9  | Roman Iaremtchouk   |     | 70e   |
| Remplaçants :     |    |                     |     |       |
|                   | 15 | Viktor Tsyhankov    |     | 70e   |
|                   | 19 | Artem Biessiedine   |     | 70e   |
|                   | 5  | Serhi Sydortchouk   |     | 78e   |
|                   | 2  | Edouard Sobol       |     | 90+2e |
| Sélectionneur :   |    |                     |     |       |
| Andri Chevtchenko |    |                     |     |       |

| MACÉDOINE DU NORD : |    |                       |     |     |
|                     |    |                       |     |     |
| Gardien de but      | 1  | Stole Dimitrievski    |     |     |
|                     | 6  | Visar Musliu          |     |     |
|                     | 14 | Darko Velkovski       | 59e | 85e |
|                     | 13 | Stefan Ristovski      |     |     |
|                     | 8  | Ezgjan Alioski        |     |     |
|                     | 20 | Stefan Spirovski      |     | 46e |
|                     | 5  | Arijan Ademi          |     | 85e |
|                     | 16 | Boban Nikolov         |     | 46e |
|                     | 17 | Enis Bardhi           |     | 77e |
|                     | 21 | Eljif Elmas           |     |     |
|                     | 10 | Goran Pandev          |     |     |
| Remplaçants :       |    |                       |     |     |
|                     | 9  | Aleksandar Trajkovski |     | 46e |
|                     | 25 | Darko Churlinov       |     | 46e |
|                     | 24 | Daniel Avramovski     | 83e | 77e |
|                     | 4  | Kire Ristevski        |     | 85e |
|                     | 7  | Ivan Tričkovski       |     | 85e |
| Sélectionneur :     |    |                       |     |     |
| Igor Angelovski     |    |                       |     |     |

| Assistants : Juan Pablo Belatti Diego Bonfá Quatrième arbitre : Slavko Vinčić Homme du match : Andri Iarmolenko |

#### Ukraine - Autriche
| Match 28                   | Ukraine | 0 - 1   | Autriche                 | Arena Națională, Bucarest                                                         |                                                                                   |
| 21 juin 2021 18h00 (19h00) |         | (0 - 1) | 21e Baumgartner (Alaba ) | Spectateurs : 10 472 Arbitrage : Cüneyt Çakır Arbitre vidéo : Massimiliano Irrati | Spectateurs : 10 472 Arbitrage : Cüneyt Çakır Arbitre vidéo : Massimiliano Irrati |
| 21 juin 2021 18h00 (19h00) | Rapport |         |                          | Spectateurs : 10 472 Arbitrage : Cüneyt Çakır Arbitre vidéo : Massimiliano Irrati | Spectateurs : 10 472 Arbitrage : Cüneyt Çakır Arbitre vidéo : Massimiliano Irrati |

| Ukraine | Autriche |

| UKRAINE :         |    |                     |     |
|                   |    |                     |     |
| Gardien de but    | 1  | Heorhi Bouchtchan   |     |
|                   | 16 | Vitali Mykolenko    | 85e |
|                   | 22 | Mykola Matvienko    |     |
|                   | 13 | Illia Zabarny       |     |
|                   | 21 | Olexandr Karavaïev  |     |
|                   | 5  | Serhi Sydortchouk   |     |
|                   | 8  | Rouslan Malinovsky  | 46e |
|                   | 17 | Olexandr Zintchenko |     |
|                   | 10 | Mykola Chaparenko   | 68e |
|                   | 7  | Andri Iarmolenko    |     |
|                   | 9  | Roman Iaremtchouk   |     |
| Remplaçants :     |    |                     |     |
|                   | 15 | Viktor Tsyhankov    | 46e |
|                   | 11 | Marlos              | 68e |
|                   | 19 | Artem Biessiedine   | 85e |
| Sélectionneur :   |    |                     |     |
| Andri Chevtchenko |    |                     |     |

| AUTRICHE :      |    |                       |     |
|                 |    |                       |     |
| Gardien de but  | 23 | Daniel Bachmann       |     |
|                 | 8  | David Alaba           |     |
|                 | 4  | Martin Hinteregger    |     |
|                 | 3  | Aleksandar Dragović   |     |
|                 | 21 | Stefan Lainer         |     |
|                 | 10 | Florian Grillitsch    |     |
|                 | 24 | Konrad Laimer         | 72e |
|                 | 23 | Xaver Schlager        |     |
|                 | 9  | Marcel Sabitzer       |     |
|                 | 19 | Christoph Baumgartner | 32e |
|                 | 7  | Marko Arnautović      | 90e |
| Remplaçants :   |    |                       |     |
|                 | 18 | Alessandro Schöpf     | 32e |
|                 | 6  | Stefan Ilsanker       | 72e |
|                 | 25 | Saša Kalajdžić        | 90e |
| Sélectionneur : |    |                       |     |
| Franco Foda     |    |                       |     |

| Assistants : Bahattin Duran Tarık Ongun Quatrième arbitre : Daniel Siebert Homme du match : Florian Grillitsch |

### Huitième de finale

#### Suède - Ukraine
| Match 44           | Suède                | 1 - 2 a. p.           | Ukraine                                                    | Hampden Park, Glasgow                                                              |                                                                                    |
| 29 juin 2021 21h00 | ( Isak) Forsberg 43e | (1 - 1, 1 - 1, 1 - 1) | 27e Zintchenko (Iarmolenko ) · 120+1e Dovbyk (Zintchenko ) | Spectateurs : 9 221 Arbitrage : Daniele Orsato Arbitre vidéo : Massimiliano Irrati | Spectateurs : 9 221 Arbitrage : Daniele Orsato Arbitre vidéo : Massimiliano Irrati |
| 29 juin 2021 21h00 | Rapport              |                       |                                                            | Spectateurs : 9 221 Arbitrage : Daniele Orsato Arbitre vidéo : Massimiliano Irrati | Spectateurs : 9 221 Arbitrage : Daniele Orsato Arbitre vidéo : Massimiliano Irrati |

| Suède | Ukraine |

| SUÈDE :         |    |                     |     |      |
|                 |    |                     |     |      |
| Gardien de but  | 1  | Robin Olsen         |     |      |
|                 | 6  | Ludwig Augustinsson |     | 83e  |
|                 | 24 | Marcus Danielson    | 98e |      |
|                 | 3  | Victor Lindelöf     |     |      |
|                 | 2  | Mikael Lustig       |     | 83e  |
|                 | 10 | Emil Forsberg       | 85e |      |
|                 | 8  | Albin Ekdal         |     |      |
|                 | 20 | Kristoffer Olsson   |     | 101e |
|                 | 7  | Sebastian Larsson   |     | 97e  |
|                 | 11 | Alexander Isak      |     | 97e  |
|                 | 21 | Dejan Kulusevski    | 69e | 97e  |
| Remplaçants :   |    |                     |     |      |
|                 | 5  | Pierre Bengtsson    |     | 83e  |
|                 | 16 | Emil Krafth         |     | 83e  |
|                 | 22 | Robin Quaison       |     | 97e  |
|                 | 9  | Marcus Berg         |     | 97e  |
|                 | 17 | Viktor Claesson     |     | 97e  |
|                 | 14 | Filip Helander      |     | 101e |
| Sélectionneur : |    |                     |     |      |
| Janne Andersson |    |                     |     |      |

| UKRAINE :         |    |                     |     |      |      |
|                   |    |                     |     |      |      |
| Gardien de but    | 1  | Heorhi Bouchtchan   |     |      |      |
|                   | 22 | Mykola Matvienko    |     |      |      |
|                   | 4  | Serhi Kryvtsov      |     |      |      |
|                   | 13 | Illia Zabarny       |     |      |      |
|                   | 21 | Olexandr Karavaïev  |     |      |      |
|                   | 17 | Olexandr Zintchenko |     |      |      |
|                   | 6  | Taras Stepanenko    |     | 95e  |      |
|                   | 5  | Serhi Sydortchouk   |     | 118e |      |
|                   | 10 | Mykola Chaparenko   |     | 61e  |      |
|                   | 9  | Roman Iaremtchouk   |     | 91e  |      |
|                   | 7  | Andri Iarmolenko    | 79e | 106e |      |
| Remplaçants :     |    |                     |     |      |      |
|                   | 8  | Rouslan Malinovsky  |     | 61e  |      |
|                   | 19 | Artem Biessiedine   |     | 91e  | 101e |
|                   | 14 | Ievhen Makarenko    |     | 95e  |      |
|                   | 15 | Viktor Tsyhankov    |     | 101e |      |
|                   | 26 | Artem Dovbyk        |     | 106e |      |
|                   | 18 | Roman Bezous        |     | 118e |      |
| Sélectionneur :   |    |                     |     |      |      |
| Andri Chevtchenko |    |                     |     |      |      |

| Assistants : Alessandro Giallatini Fabiano Preti Quatrième arbitre : Davide Massa Homme du match : Olexandr Zintchenko |

### Quart de finale

#### Ukraine - Angleterre
| Match 48                  | Ukraine | 0 - 4   | Angleterre                                                                            | Stadio Olimpico, Rome                                                         |                                                                               |
| 3 juillet 2021 21h00 CEST |         | (0 - 1) | 4e Kane (Sterling ) · 46e Maguire (Shaw ) · 50e Kane (Shaw ) · 63e Henderson (Mount ) | Spectateurs : 11 880 Arbitrage : Felix Brych Arbitre vidéo : Marco Fritz (en) | Spectateurs : 11 880 Arbitrage : Felix Brych Arbitre vidéo : Marco Fritz (en) |
| 3 juillet 2021 21h00 CEST | Rapport |         |                                                                                       | Spectateurs : 11 880 Arbitrage : Felix Brych Arbitre vidéo : Marco Fritz (en) | Spectateurs : 11 880 Arbitrage : Felix Brych Arbitre vidéo : Marco Fritz (en) |

| Ukraine | Angleterre |

| UKRAINE :         |    |                     |  |     |
|                   |    |                     |  |     |
| Gardien de but    | 1  | Heorhi Bouchtchan   |  |     |
|                   | 22 | Mykola Matvienko    |  |     |
|                   | 4  | Serhi Kryvtsov      |  | 35e |
|                   | 13 | Illia Zabarny       |  |     |
|                   | 16 | Vitali Mykolenko    |  |     |
|                   | 17 | Olexandr Zintchenko |  |     |
|                   | 5  | Serhi Sydortchouk   |  | 64e |
|                   | 21 | Olexandr Karavaïev  |  |     |
|                   | 10 | Mykola Chaparenko   |  |     |
|                   | 7  | Andri Iarmolenko    |  |     |
|                   | 9  | Roman Iaremtchouk   |  |     |
| Remplaçants :     |    |                     |  |     |
|                   | 15 | Viktor Tsyhankov    |  | 35e |
|                   | 14 | Ievhen Makarenko    |  | 64e |
| Sélectionneur :   |    |                     |  |     |
| Andri Chevtchenko |    |                     |  |     |

| ANGLETERRE :     |    |                       |  |     |
|                  |    |                       |  |     |
| Gardien de but   | 1  | Jordan Pickford       |  |     |
|                  | 3  | Luke Shaw             |  | 65e |
|                  | 6  | Harry Maguire         |  |     |
|                  | 5  | John Stones           |  |     |
|                  | 2  | Kyle Walker           |  |     |
|                  | 14 | Kalvin Phillips       |  | 65e |
|                  | 4  | Declan Rice           |  | 57e |
|                  | 10 | Raheem Sterling       |  | 65e |
|                  | 19 | Mason Mount           |  |     |
|                  | 17 | Jadon Sancho          |  |     |
|                  | 9  | Harry Kane            |  | 73e |
| Remplaçants :    |    |                       |  |     |
|                  | 8  | Jordan Henderson      |  | 57e |
|                  | 12 | Kieran Trippier       |  | 65e |
|                  | 11 | Marcus Rashford       |  | 65e |
|                  | 26 | Jude Bellingham       |  | 65e |
|                  | 18 | Dominic Calvert-Lewin |  | 73e |
| Sélectionneur :  |    |                       |  |     |
| Gareth Southgate |    |                       |  |     |

| Assistants : Mark Borsch Stefan Lupp Quatrième arbitre : Carlos del Cerro Grande Homme du match : Harry Kane |

## Statistiques

### Temps de jeu
| Joueur              |          |          |          |          |          | TT       | But inscrit | Passe décisive | MJ       | MT       | Légende |
| ------------------- | -------- | -------- | -------- | -------- | -------- | -------- | ----------- | -------------- | -------- | -------- | --- |
| Gardiens            | Gardiens | Gardiens | Gardiens | Gardiens | Gardiens | Gardiens | Gardiens    | Gardiens       | Gardiens | Gardiens | Abréviations et symboles : TT : Total de minutes jouées MJ : Nombre de matchs joués MT : Matchs joués en tant que titulaire : but : passe décisive : joueur entré : joueur remplacé : capitaine : carton jaune : carton rouge |
| Heorhiy Bushchan    | 90       | 90       | 90       | 120      | 90       | 480      |             |                | 5        | 5        | Abréviations et symboles : TT : Total de minutes jouées MJ : Nombre de matchs joués MT : Matchs joués en tant que titulaire : but : passe décisive : joueur entré : joueur remplacé : capitaine : carton jaune : carton rouge |
| Andriy Pyatov       |          |          |          |          |          | 0        |             |                |          |          | Abréviations et symboles : TT : Total de minutes jouées MJ : Nombre de matchs joués MT : Matchs joués en tant que titulaire : but : passe décisive : joueur entré : joueur remplacé : capitaine : carton jaune : carton rouge |
| Anatoliy Trubin     |          |          |          |          |          | 0        |             |                |          |          | Abréviations et symboles : TT : Total de minutes jouées MJ : Nombre de matchs joués MT : Matchs joués en tant que titulaire : but : passe décisive : joueur entré : joueur remplacé : capitaine : carton jaune : carton rouge |
| Défenseurs          |          |          |          |          |          |          |             |                |          |          | Abréviations et symboles : TT : Total de minutes jouées MJ : Nombre de matchs joués MT : Matchs joués en tant que titulaire : but : passe décisive : joueur entré : joueur remplacé : capitaine : carton jaune : carton rouge |
| Eduard Sobol        |          | 1        |          |          |          | 1        |             |                | 1        |          | Abréviations et symboles : TT : Total de minutes jouées MJ : Nombre de matchs joués MT : Matchs joués en tant que titulaire : but : passe décisive : joueur entré : joueur remplacé : capitaine : carton jaune : carton rouge |
| Serhiy Kryvtsov     |          |          |          | 120      | 35       | 155      |             |                | 2        | 2        | Abréviations et symboles : TT : Total de minutes jouées MJ : Nombre de matchs joués MT : Matchs joués en tant que titulaire : but : passe décisive : joueur entré : joueur remplacé : capitaine : carton jaune : carton rouge |
| Illya Zabarnyi      | 90       | 90       | 90       | 120      | 90       | 480      |             |                | 5        | 5        | Abréviations et symboles : TT : Total de minutes jouées MJ : Nombre de matchs joués MT : Matchs joués en tant que titulaire : but : passe décisive : joueur entré : joueur remplacé : capitaine : carton jaune : carton rouge |
| Vitaliy Mykolenko   | 90       | 90       | 85       |          | 90       | 355      |             |                | 4        | 4        | Abréviations et symboles : TT : Total de minutes jouées MJ : Nombre de matchs joués MT : Matchs joués en tant que titulaire : but : passe décisive : joueur entré : joueur remplacé : capitaine : carton jaune : carton rouge |
| Oleksandr Karavayev | 90       | 90       | 90       | 120      | 90       | 480      |             | 1              | 5        | 5        | Abréviations et symboles : TT : Total de minutes jouées MJ : Nombre de matchs joués MT : Matchs joués en tant que titulaire : but : passe décisive : joueur entré : joueur remplacé : capitaine : carton jaune : carton rouge |
| Mykola Matviyenko   | 90       | 90       | 90       | 120      | 90       | 480      |             |                | 5        | 5        | Abréviations et symboles : TT : Total de minutes jouées MJ : Nombre de matchs joués MT : Matchs joués en tant que titulaire : but : passe décisive : joueur entré : joueur remplacé : capitaine : carton jaune : carton rouge |
| Oleksandr Tymchyk   |          |          |          |          |          | 0        |             |                |          |          | Abréviations et symboles : TT : Total de minutes jouées MJ : Nombre de matchs joués MT : Matchs joués en tant que titulaire : but : passe décisive : joueur entré : joueur remplacé : capitaine : carton jaune : carton rouge |
| Denys Popov         |          |          |          |          |          | 0        |             |                |          |          | Abréviations et symboles : TT : Total de minutes jouées MJ : Nombre de matchs joués MT : Matchs joués en tant que titulaire : but : passe décisive : joueur entré : joueur remplacé : capitaine : carton jaune : carton rouge |
| Milieux             |          |          |          |          |          |          |             |                |          |          | Abréviations et symboles : TT : Total de minutes jouées MJ : Nombre de matchs joués MT : Matchs joués en tant que titulaire : but : passe décisive : joueur entré : joueur remplacé : capitaine : carton jaune : carton rouge |
| Heorhiy Sudakov     |          |          |          |          |          | 0        |             |                |          |          | Abréviations et symboles : TT : Total de minutes jouées MJ : Nombre de matchs joués MT : Matchs joués en tant que titulaire : but : passe décisive : joueur entré : joueur remplacé : capitaine : carton jaune : carton rouge |
| Serhiy Sydorchuk    | 90       | 12       | 90       | 118      | 64       | 374      |             |                | 5        | 4        | Abréviations et symboles : TT : Total de minutes jouées MJ : Nombre de matchs joués MT : Matchs joués en tant que titulaire : but : passe décisive : joueur entré : joueur remplacé : capitaine : carton jaune : carton rouge |
| Taras Stepanenko    |          | 90       |          | 95       |          | 185      |             |                | 2        | 2        | Abréviations et symboles : TT : Total de minutes jouées MJ : Nombre de matchs joués MT : Matchs joués en tant que titulaire : but : passe décisive : joueur entré : joueur remplacé : capitaine : carton jaune : carton rouge |
| Andriy Yarmolenko   | 90       | 70       | 90       | 106      | 90       | 446      | 2           | 2              | 4        | 4        | Abréviations et symboles : TT : Total de minutes jouées MJ : Nombre de matchs joués MT : Matchs joués en tant que titulaire : but : passe décisive : joueur entré : joueur remplacé : capitaine : carton jaune : carton rouge |
| Ruslan Malinovskyi  | 90       | 90+2     | 46       | 59       |          | 287      |             | 1              | 4        | 3        | Abréviations et symboles : TT : Total de minutes jouées MJ : Nombre de matchs joués MT : Matchs joués en tant que titulaire : but : passe décisive : joueur entré : joueur remplacé : capitaine : carton jaune : carton rouge |
| Mykola Chaparenko   | 26       | 78       | 68       | 61       | 90       | 323      |             |                | 5        | 4        | Abréviations et symboles : TT : Total de minutes jouées MJ : Nombre de matchs joués MT : Matchs joués en tant que titulaire : but : passe décisive : joueur entré : joueur remplacé : capitaine : carton jaune : carton rouge |
| Marlos              | 51       |          | 22       |          |          | 73       |             |                | 2        |          | Abréviations et symboles : TT : Total de minutes jouées MJ : Nombre de matchs joués MT : Matchs joués en tant que titulaire : but : passe décisive : joueur entré : joueur remplacé : capitaine : carton jaune : carton rouge |
| Yevhen Makarenko    |          |          |          | 25       | 26       | 31       |             |                | 2        |          | Abréviations et symboles : TT : Total de minutes jouées MJ : Nombre de matchs joués MT : Matchs joués en tant que titulaire : but : passe décisive : joueur entré : joueur remplacé : capitaine : carton jaune : carton rouge |
| Viktor Tsyhankov    |          | 20       | 44       | 19       | 55       | 138      |             |                | 4        |          | Abréviations et symboles : TT : Total de minutes jouées MJ : Nombre de matchs joués MT : Matchs joués en tant que titulaire : but : passe décisive : joueur entré : joueur remplacé : capitaine : carton jaune : carton rouge |
| Oleksandr Zinchenko | 90       | 90       | 90       | 120      | 90       | 480      | 1           | 1              | 5        | 5        | Abréviations et symboles : TT : Total de minutes jouées MJ : Nombre de matchs joués MT : Matchs joués en tant que titulaire : but : passe décisive : joueur entré : joueur remplacé : capitaine : carton jaune : carton rouge |
| Roman Bezus         |          |          |          | 2        |          | 2        |             |                | 1        |          | Abréviations et symboles : TT : Total de minutes jouées MJ : Nombre de matchs joués MT : Matchs joués en tant que titulaire : but : passe décisive : joueur entré : joueur remplacé : capitaine : carton jaune : carton rouge |
| Oleksandr Zubkov    | 13       |          |          |          |          | 13       |             |                | 1        | 1        | Abréviations et symboles : TT : Total de minutes jouées MJ : Nombre de matchs joués MT : Matchs joués en tant que titulaire : but : passe décisive : joueur entré : joueur remplacé : capitaine : carton jaune : carton rouge |
| Attaquants          |          |          |          |          |          |          |             |                |          |          | Abréviations et symboles : TT : Total de minutes jouées MJ : Nombre de matchs joués MT : Matchs joués en tant que titulaire : but : passe décisive : joueur entré : joueur remplacé : capitaine : carton jaune : carton rouge |
| Roman Yaremchuk     | 90       | 70       | 90       | 29       | 90       | 369      | 2           | 1              | 5        | 4        | Abréviations et symboles : TT : Total de minutes jouées MJ : Nombre de matchs joués MT : Matchs joués en tant que titulaire : but : passe décisive : joueur entré : joueur remplacé : capitaine : carton jaune : carton rouge |
| Artem Besyedin      |          | 20       | 5        | 39       |          | 64       |             |                | 3        |          | Abréviations et symboles : TT : Total de minutes jouées MJ : Nombre de matchs joués MT : Matchs joués en tant que titulaire : but : passe décisive : joueur entré : joueur remplacé : capitaine : carton jaune : carton rouge |
| Artem Dovbyk        |          |          |          | 14       |          | 14       | 1           |                | 1        |          | Abréviations et symboles : TT : Total de minutes jouées MJ : Nombre de matchs joués MT : Matchs joués en tant que titulaire : but : passe décisive : joueur entré : joueur remplacé : capitaine : carton jaune : carton rouge |

| Buts | Joueurs             | Adversaires                 |
| ---- | ------------------- | --------------------------- |
| 2    | Roman Yaremchuk     | Pays-Bas, Macédoine du Nord |
| 2    | Andriy Yarmolenko   | Pays-Bas, Macédoine du Nord |
| 1    | Oleksandr Zinchenko | Suède                       |
| 1    | Artem Dovbyk        | Suède                       |

| Passes | Joueurs             | Adversaires              |
| ------ | ------------------- | ------------------------ |
| 2      | Andriy Yarmolenko   | Macédoine du Nord, Suède |
| 1      | Roman Yaremchuk     | Pays-Bas                 |
| 1      | Ruslan Malinovskyi  | Pays-Bas                 |
| 1      | Oleksandr Zinchenko | Suède                    |
| 1      | Oleksandr Karavayev | Macédoine du Nord        |